# Saint-Cyr-l'École
Saint-Cyr-l'École è un comune francese di 18 118 abitanti situato nel dipartimento degli Yvelines nella regione dell'Île-de-France. Il comune è noto per la sua Scuola Militare.
Il territorio comunale è bagnato dal Ru de Gally. La città è sede dal 1911 dello Institut aérotechnique, l'Istituto di ricerche sull'aerodinamica.

## Società

### Evoluzione demografica
Abitanti censiti

## La scuola militare di Saint-Cyr
Nel 1686 fu fondata la scuola reale di Saint-Louis, luogo di formazione per 250 giovani, da Madame de Maintenon e la cui costruzione fu affidata  Jules Hardouin-Mansart.
Nel 1808, nello stesso edificio s'installò la Scuola speciale militare. Questa scuola, fondata nel 1802 a Fontainebleau da Napoleone I, poi trasferita a Saint-Cyr, vi rimase fino al 1940, anno in cui fu nuovamente trasferita, questa volta ad Aix-en-Provence.
Durante la seconda guerra mondiale i fabbricati di Saint-Cyr furono gravemente colpiti dai bombardamenti alleati del 1944 e la scuola fu ricreata nel 1945, ma a Coëtquidan (Morbihan) con il nome di « École spéciale militaire de Saint-Cyr ». Questi edifici ricostruiti nel 1964 accolgono oggi il liceo militare di Saint-Cyr, soprannominato il Coldo o le Vieux bahut, che era stato prima collegio dal 1966 al 1984.